# Agasabal, Basavana Bagevadi
Agasabal là một làng thuộc tehsil Basavana Bagevadi, huyện Bijapur, bang Karnataka, Ấn Độ.